# Валя-Мерулуй (Галац)
Валя-Мерулуй (рум. Valea Mărului) — село у повіті Галац в Румунії. Входить до складу комуни Валя-Мерулуй.
Село розташоване на відстані 199 км на північний схід від Бухареста, 52 км на північний захід від Галаца, 146 км на південь від Ясс.

## Населення
За даними перепису населення 2002 року у селі проживали 2660 осіб, усі — румуни. Усі жителі села рідною мовою назвали румунську.